# Universidade Rovuma
A Universidade Rovuma (UniRovuma) é uma universidade pública moçambicana, multicampi, sediada na cidade de Nampula.
A universidade surgiu do desmembramento dos polos de Nampula, Lichinga e Montepuez da Universidade Pedagógica em meio à reforma no ensino superior moçambicano ocorrida no ano de 2019.
A sua área de atuação principal é nas províncias de Nampula, Niassa e Cabo Delgado.

## Etimologia
O nome da universidade, assim como da maioria das instituições de ensino superior públicas do país, faz referência a um rio, neste caso ao rio Rovuma.

## Histórico
A UniRovuma descende principalmente do antigo polo da Universidade Pedagógica (UP) em Nampula.
Em 2019 os polos de Nampula, Lichinga e Montepuez são afetados com a reforma do ensino superior promovida pelo governo de Moçambique. A reforma propunha a descentralização da UP, de maneira que pudesse constituir novos centros universitários autónomos. De tal proposta surgiu a UniRovuma, efetivada pelo decreto-lei n° 7/2019, de 15 de fevereiro de 2019, aprovado pelo Conselho de Ministros.
Em 26 de Novembro de 2021, foi inaugurado o Centro Cultural da Universidade Rovuma.

## Faculdades
1. Faculdade de Ciências - Campus Universitário de Napipine
2. Faculdade de Engenharia - Campus Universitário de Napipine
3. Faculdade de Ciências Alimentares e Agrárias - Campus Universitário de Napipine
4. Faculdade de Ciências Económicas e Empresarias - Campus Universitário de Napipine
5. Faculdade de Letras - Campus Universitário de Napipine
6. Faculdade de Direito - Campus Universitário de Napipine
7. Faculdade de Educação e Psicologia - Campus Universitário de Napipine
8. Faculdade de Ciências Sociais e Filosofia - Campus Universitário de Napipine[7]

## Institutos Superiores
1. Instituto Superior de Desenvolvimento Rural e Biociências -  - Campus Universitário de Nángala (Lichinga)
2. Instituto Superior de Recursos Naturais e Ambiente - Campus Universitário de N'coripo (Montepuez)
3. Instituto Superior de Transportes, Logística e Telecomunicações (Pousada-CFM) - Nacala-Porto
4. Instituto Superior de Educação Aberta e à Distância - Cidade de Pemba[7]

1. 1 2  Empossados reitores e vices de cinco novas universidades em Moçambique. Jornal Verdade. 29 de março de 2019.
2. 1 2  . Agência de Informação de Moçambique. 24 de Junho de 2024.
3. 1 2 3  Decreto nº 7/2019. Maputo: Boletim da República – III Série — Número 30. Quarta-feira, 15 de fevereiro de 2019.
4. ↑  Governo extingue UP e cria cinco novas Universidades. O País. 29 de janeiro de 2019.
5. ↑  Governo moçambicano reestrutura Universidade Pedagógica. Diário de Notícias. 29 de janeiro de 2019.
6. ↑  «Centro cultural vai enaltecer a riqueza cultural do país». Wamphula Fax. 26 de novembro de 2021. Consultado em 8 de dezembro de 2021
7. 1 2  «Quem nós somos, a UniRovuma». UniRovuma. Consultado em 8 de setembro de 2024